# Оклахома (мюзикъл)
Оклахома! (на английски: Oklahoma!) е първото музикално произведение, написано от американския композитор Ричърд Роджърс и колегата му Оскар Хамърстейн Втори. Първоначално озаглавен Away We Go, мюзикълът е базиран на пиесата от Лайън Ригс от 1931 г., Green Grow the Lilacs. Той е заснет на територията на Оклахома, САЩ в близост то град Клеймор през 1906 г. Ричърд Роджърс и Оскар Хамърстейн Втори получават специална награда Pulitzer Prize за своята работа през 1944 г.
В творбата се разказва любовната история между каубоя Кърли МакЛейн и фермерското момиче Лори Уилямс. Тяхната любов предизвиква редица конфликти най-вече с фермера Джуд Фрай.
Мюзикълът Оклахома! се появява на Бродуей на 31 март 1943 г. става тотален хит с 2212 изпълнения и по-късно национални турнета. През 1955 г. филмовата му адаптация печели награда на филмовата академия на САЩ за Най-добра адаптация. В днешно време мюзикълът е много чест избор за училищни представления.